# John Ha Tiong Hock
John Ha Tiong Hock (Kuching, Malásia, 5 de março de 1947) é um ministro malaio e arcebispo católico romano emérito de Kuching.
John Ha Tiong Hock foi ordenado sacerdote em 14 de dezembro de 1972.
Em 17 de janeiro de 1998, o Papa João Paulo II o nomeou bispo auxiliar em Kuching e bispo titular de Canapium. O arcebispo de Kuching, Peter Chung Hoan Ting, o consagrou bispo em 6 de junho do mesmo ano; Os co-consagradores foram Anthony Soter Fernandez, Arcebispo de Kuala Lumpur, e Gregory Yong Sooi Ngean, Arcebispo de Cingapura.
Em 21 de junho de 2003 foi nomeado Arcebispo de Kuching e empossado em 16 de julho do mesmo ano.
O Papa Francisco aceitou sua renúncia antecipada em 4 de março de 2017.